# Morinda montana
Morinda montana là một loài thực vật có hoa trong họ Thiến thảo. Loài này được J.T.Johanss. mô tả khoa học đầu tiên năm 1994.